# Мелихова, Лариса Георгиевна
Лариса Георгиевна Мелихова (3 февраля 1959, Ленинград) — научный работник, общественный деятель. Кандидат физико-математических наук. Член Санкт-Петербургского союза ученых. Член Совета по этике научных публикаций. Руководитель проектов сообщества Диссернет.

## Биография
В 1981 году окончила математико-механический факультет ЛГУ им. Жданова (ныне СПбГУ). Работала научным сотрудником в ГГО им. Воейкова, затем в РГГМУ; защитила диссертацию на звание кандидата физ.-мат. наук. 
В 90-е годы являлась координатором Школьной информационной сети в Санкт-Петербургском филиале Института новых технологий образования, занималась внедрением Интернета в школьное образование.
С 2000 года работала техническим писателем / аналитиком в различных филиалах иностранных IT-компаний в Москве и Санкт-Петербурге: Motorola, Alcatel-Lucent, T-Systems и других.
С 2014 года начала сотрудничать с вольным сетевым сообществом Диссернет. 
С 2018 года участвует в работе проекта «Последний адрес».
С 2023 года живет в Израиле.

## Общественная деятельность
В качестве координатора нескольких проектов Диссернета руководит работой волонтеров по представлению на сайте информации о различных академических нарушениях в образовательных и научных организациях и в научных журналах. 
В 2015 г. стала одним из создателей и затем координатором проекта «Диссеропедия российских вузов». Изучение академических нарушений в среде ректоров российских университетов (см. коллекцию ректоров в разделе Персоны) послужило основанием для доклада Диссернета «Ректоры России», в котором делается вывод о том, что около 20% ректоров российских вузов замечены в академической нечестности, и предложены адресованные Минобрнауки практические рекомендации  по исправлению ситуации. 
С 2016 г. является координатором проекта «Диссеропедия журналов», представляющего информацию по научным журналам, которые с точки зрения Диссернета замешаны в различных нарушениях публикационной этики. Осуществляет консультирование научных журналов по вопросам, связанным с нарушениями публикационной этики. Авторы некорректных журнальных публикаций попадают также в Диссеропедию вузов, ухудшая рейтинг организации, в которой они работают.  
Одним из результатов работы Диссеропедии журналов стал опубликованный в 2018 году доклад Диссернета «Российские научные журналы и публикационная этика», продемонстрировавший взрывной рост «мусорных публикаций» в России, а также масштаб и охват деятельности псевдонаучных журналов, существующих за счет имитации научного знания и нарушений публикационной этики. Во время презентации этого доклада состоялась церемония вручения «журнальной антипремии»: премия «Динозавр» была вручена нескольким худшим журналам, редакторам и автору публикаций (правда, ни один победитель на вручение не явился).  
В 2019 году Л.Г. Мелихова курировала со стороны Диссернета совместную работу по первой масштабной ретракции научных статей в России (2500 публикаций) - совместно с Советом по этике, работу которого курировала Анна Кулешова. Тогда же в петербургских СМИ разошлась информация о найденных Диссернетом массовых некорректных заимствованиях в публикациях губернатора Санкт-Петербурга А.Д. Беглова, послуживших основой (и необходимым условием защиты) его докторской диссертации.
В 2020 году на базе работы Диссеропедии журналов был опубликован доклад Комиссии РАН "О хищных журналах и переводном плагиате", выявляющего масштаб (94 хищных журнала, 23700 «мусорных» публикаций, 174 публикации российских авторов с выявленным плагиатом), географию и экономику этой индустрии. 
С 2021 г. Л.Г. Мелихова стала также координатором проекта «Судебные экспертизы», который Диссернет запустил совместно с исследовательским проектом Amicus curiae. Цель проекта - сбор и обнародование псевдонаучных судебных экспертиз, которые, маскируясь под научное исследование, позволяют судьям выносить неправосудные приговоры. 
С 1 июня 2024 года, возможно, покинула сообщество Диссернет в связи с переходом сообщества в анонимный режим.
Участвовала в различных акциях в поддержку политзаключенных и свободы слова в России.

## Семья
- Отец — Георгий Бен (1934—2008, Ленинград – Лондон), переводчик поэзии и прозы
- Мать — Светлана Мелихова (1933—2019), технический переводчик
- Первый муж  — Александр Гуревич (1959 —2002), поэт и переводчик
- Второй  муж  — Александр Фролов (р. 1952), поэт и прозаик